# Kaskasatjåkka
Kaskasatjåkka (på nordsamisk Gaskkasčohkka) er et fjeld i Lappland, i det nordlige Sverige, beliggende nord for Kebnekaise. Bjergtoppen er 2.076 meter over havets overflade.
67°56′32″N 18°34′47″Ø / 67.9422°N 18.5797°Ø